# 东橡树龙属
东橡树龙（属名：Eousdryosaurus）是原始禽龙类恐龙的一个属，所知于葡萄牙西部晚侏罗世岩层中发现的部分骨骼，模式种兼唯一种小趾东橡树龙（Eousdryosaurus nanohallucis）命名、叙述于2014年。

## 发现与命名
东橡树龙命名自标本SHN(JJS)-170，现保存于葡萄牙托雷斯韦德拉什的自然历史学会。正模标本包括一节骶椎、八节近端尾椎、人字骨、左髂骨、左股骨和右股骨，收集于葡萄牙洛里尼扬巴卡港洛里尼扬组Praia da Amoreira-Porto Novo段启莫里阶（侏罗纪晚期，约1.52亿年前）的砂岩。属名意为“东方的橡树龙”，指该属是橡树龙在大西洋东岸的近亲；种名意为“微型脚趾”，指脚趾较小的尺寸。东橡树龙由Fernando Escaso及其同事于2000年简要叙述，并在2014年正式命名。

## 叙述
东橡树龙是种小型橡树龙科，体长估计为1.6（5.2英尺），与未年的橡树龙和难捕龙相当。右股骨长188.5（7.42英寸），左胫骨长200（7.9英寸）。
本属与其它橡树龙科的区别在于椎骨、骨盆和后肢特征。脚部在鸟脚类中独一无二，因为第一趾（拇趾）仅含一节趾骨，而大多数基底鸟脚类有两节，大多数衍生鸟脚类（包括鸭嘴龙类）亦失去此特征。

## 分类
Escaso等人进行系统发育分析，发现东橡树龙属于原始的橡树龙科，也是种接近原始禽龙类的小型双足植食动物。